# Turniej o Brązowy Kask 2022
Turniej o Brązowy Kask 2022 – 46. edycja turnieju, corocznie organizowanego przez PZMot. Rozegrano trzy turnieje eliminacyjne oraz finał, który odbył się 16 czerwca 2022 roku w Lublinie oraz zwyciężył Jakub Krawczyk. Zawody zostały przerwane po 12 biegach z powodu opadów deszczu.

## Wyniki
- Gorzów Wielkopolski, 16 czerwca 2022
- Sędzia: Rafał Kobak
- NCD: Damian Ratajczak – 69,13 w wyścigu 9

| Msc. | Zawodnik              | Klub         | Pkt |         |  |
| ---- | --------------------- | ------------ | --- | ------- |  |
| 1    | Jakub Krawczyk        | Ostrów Wlkp. | 7   | (2,3,2) |  |
| 2    | Franciszek Karczewski | Krosno       | 7   | (2,2,3) |  |
| 3    | Krzysztof Sadurski    | Krosno       | 6   | (0,3,3) |  |
| 4    | Sebastian Szostak     | Ostrów Wlkp. | 6   | (3,0,3) |  |
| 5    | Oskar Paluch          | Gorzów Wlkp. | 6   | (3,3,w) |  |
| 6    | Kacper Grzelak        | Ostrów Wlkp. | 5   | (3,0,2) |  |
| 7    | Wiktor Przyjemski     | Bydgoszcz    | 5   | (3,2,w) |  |
| 7    | Krzysztof Lewandowski | Toruń        | 5   | (2,3,w) |  |
| 9    | Damian Ratajczak      | Leszno       | 5   | (1,1,3) |  |
| 10   | Maksym Borowiak       | Leszno       | 3   | (1,2,0) |  |
| 11   | Kacper Łobodziński    | Grudziądz    | 3   | (1,2,w) |  |
| 12   | Aleksander Grygolec   | Łódź         | 2   | (2,0,w) |  |
| 13   | Hubert Jabłoński      | Leszno       | 2   | (0,1,1) |  |
| 14   | Wiktor Rafalski       | Grudziądz    | 2   | (0,1,1) |  |
| 15   | Paweł Trześniewski    | Rybnik       | 1   | (1)     |  |
| 16   | Kajetan Kupiec        | Tarnów       | 1   | (1,w,0) |  |
| 17   | Mateusz Affelt        | Toruń        | 0   | (0,0,w) |  |
| 18   | Piotr Świercz         | Tarnów       |     | (ns)    |  |

Bieg po biegu
1. [70,94] Szostak, Lewandowski, Ratajczak, Affelt
2. [71,59] Grzelak, Karczewski, Borowiak, Sadurski
3. [70,44] Paluch, Krawczyk, Łobodziński, Jabłoński
4. [70,63] Przyjemski, Grygolec, Kupiec, Rafalski
5. [68,85] Krawczyk, Karczewski, Ratajczak, Grygolec
6. [70,69] Lewandowski, Łobodziński, Rafalski, Grzelak
7. [68,87] Sadurski, Przyjemski, Jabłoński, Szostak
8. [69,31] Paluch, Borowiak, Trześniewski, Affelt
9. [69,13] Ratajczak, Grzelak, Jabłoński, Kupiec
10. [80,36] Karczewski, Lewandowski (w), Paluch (w), Przyjemski (w)
11. [78,25] Szostak, Krawczyk, Rafalski, Borowiak
12. [104,15] Sadurski, Affelt (w), Grygolec (w), Łobodziński (w)